# Blastobasis anachasta
Blastobasis anachasta é uma espécie de mariposa do gênero Blastobasis pertencente à família Coleophoridae.